# 1880 na literatura

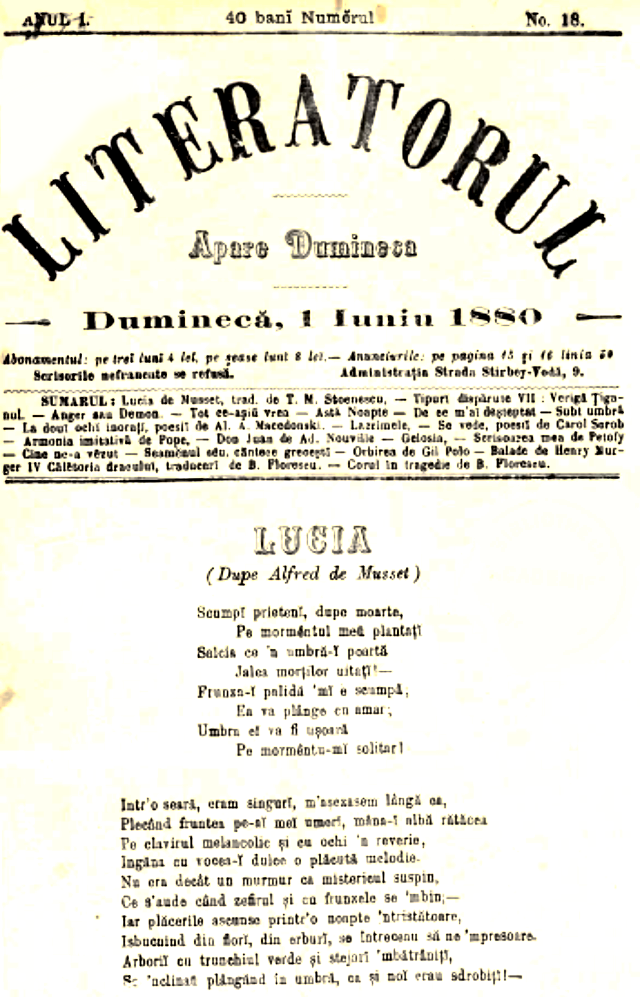
Frontispício da revista romena neoclássica/simbolista, Literatorul, datado de 1º de junho (13) de 1880. Distinto pela tradução de uma composição de Alfred de Musset realizada por Th. M. Stoenescu (1860–1919).

## Nascimentos
| Data            | Nome                      | Profissão                         | Nacionalidade    | Observações | Ref |
| --------------- | ------------------------- | --------------------------------- | ---------------- | ----------- | --- |
| 29 de fevereiro | Afonso de Dornelas        | escritor, arqueólogo e heraldista | Portugal         | m. 1944     |     |
| 26 de agosto    | Guillaume Apollinaire     | escritor                          | França           | m. 1918     |     |
| 18 de outubro   | Vladimir Ze'ev Jabotinsky | filósofo e escritor               | Rússia (Ucrânia) | m. 1940     |     |

## Mortes
| Data           | Nome                          | Profissão | Nacionalidade | Observações | Ref |
| -------------- | ----------------------------- | --------- | ------------- | ----------- | --- |
| 8 de maio      | Gustave Flaubert              | escritor  | França        | n. 1821     |     |
| 22 de dezembro | George Eliot (Mary Ann Evans) | escritora | Inglaterra    | n. 1819     |     |